# Варлаам (епископ Вологодский)
Епископ Варлаам (ум. 1610) — епископ Русской православной церкви, епископ Вологодский и Великопермский.

## Биография
В 1576 году рукоположен во епископа Вологодского и Великопермского.
Был участником Соборов в Москве в 1580 и 1584 годах.
При нём была присоединена к епархии Сибирь и по Указу Ивана Грозного он направил в новые земли 10 священников с семьями.
В последний раз упоминается в 1584 году. В 1585 году на Вологодскую кафедру был назначен епископ Антоний.
Умер в 1610 году и погребён в Троице-Сергиевом монастыре.